# 蚂蚁花
蚂蚁花（学名：Osbeckia nepalensis）为野牡丹科金锦香属的植物。分布于喜马拉雅山以及中国大陆的广西、西藏、云南等地，生长于海拔550米至1,900米的地区，多生于疏林缘、开朗的山坡草地、田边、路旁、灌木丛、溪边湿润的地方和林中少见，目前尚未由人工引种栽培。
其种加词“nepalensis”意为“尼泊尔的”。

## 别名
窄腰泡（云南），板楷（云南屏边瑶族语音）

## 异名
- Osbeckia nepalensis Hook. f. var. albiflora Lindl.